# Экономика Молдавской ССР
Экономика Молдавской ССР — составная часть экономики СССР, расположенная на территории Молдавской ССР. Единственная республика СССР, которая не входила ни в один из советских экономических районов.

## Преобразования в экономике в 1940—1941 годах
После установления в Молдавии Советской власти в сельском хозяйстве было произведено перераспределение земельного фонда, в результате крестьянам было передано свыше 230 тыс. гектаров пахотной земли, около 2,5 тыс. га садов и виноградников, 20 тыс. голов скота, значительное количество сельхозинвентаря; кроме того, для них была предусмотрена возможность получения кредита, семян и предоставления сельхозмашин.

## Ущерб экономике Молдавской ССР в 1941—1944 годы
Общий ущерб экономике Молдавской ССР в период румынской оккупации оценивается в 11 млрд советских рублей в довоенных ценах 1941 года или 14 млрд рублей в ценах 1944 года. В этот период на территории республики были разрушены 1037 промышленных предприятий, 600 школ, сотни культурно-просветительских и лечебных учреждений, более 50 тыс. зданий и жилых домов (почти половина от жилого фонда республики), уничтожены 30 тыс. га садов и виноградников. Румынская армия и жандармерия грабили крестьян, отнимали у них продукты питания, зерно, крупы, скот, птицу, сельскохозяйственное оборудование и приспособления. Война по сути уничтожила сельское хозяйство в МССР, прямым последствием чего стал голод 1946-1947.

## Послевоенный период

### Промышленность
Как и во всех союзных республиках, в Молдове был взят путь на индустриализацию, развитие в МССР получили практически все отрасли промышленности :
- Электроэнергетика : запущены  Молдавская ГРЭС, Кишинёвская ТЭЦ-1, Кишинёвская ТЭЦ-2 и Бельцкая ТЭЦ, Дубоссарская ГЭС (на реке Днестр) и другие
- Машиностроительная  : Тираспольский автоприцепный завод, Кишинёвский тракторный завод, Кишинёвский авторемонтный завод, Бендерский авторемонтный завод; Насосный завод имени Григория Котовского, Насосный завод имени Михаила Фрунзе, Кишинёвский завод пищевого оборудования; Кишинёв: «Электроточприбор», «Виброприбор», «Микропровод», «Мезон», «Счетмаш»,«Продсельхозмаш»; Тирасполь: Завод литейных машин имени Сергея Кирова, «Электромаш», «Молдавизолит»; Завод Сельскохозяйтсвенного машиностроения имени Владимира Ленина в Бельцах; «Молдовакабель» в Бендерах

В конце 80-х годов Молдавская ССР достигла больших успехов в промышленном производстве по сравнению например с 1940-ми или даже 1960-ми, тенденция роста производства была высокой. В 1988 году было произведено 713 тысяч тонн стали, 578 тысяч тонн металлопроката, 4 тысячи электрических аккумуляторов и батарей, более 3 тысяч электромашин, 800 тысяч электромоторов, 103 тысячи центробежных насосов, 37 тысяч кулинарных приборов, 12 тысяч тракторов, 204 тысячи холодильников и морозильников, 325 тысяч стиральных машин и 138 тысяч цветных телевизоров.
Ведущая отрасль промышленности — пищевкусовая (винодельческая, плодоовощеконсервная, сахарная, мукомольно-крупяная, маслобойная, в том числе производство розового, шалфейного, мятного, лавандового масла для парфюмерной и кондитерской промышленности, табачная и другие).

### Сельское хозяйство
В 1944 году после восстановления советской власти в МССР была возобновлена политика коллективизации. Коллективизация совестно с послевоенными разрушениями и сильнейшей засухой,что равно неурожайностью привела республику к голоду (1946-1947), были часты случаи людоедства и массовые смерти от дистрофии. В феврале 1947 года в Молдову прибыл заместитель председателя советского правительства Алексей Николаевич Косыгин, который предпринял серию мер для улучшения ситуации. Более миллиона человек получили материальную помощь. Но, несмотря на все меры, смертность была довольно высокой и сократилась до естественного уровня только к концу 1947 года.  В 1949 году раскулачивание крестьян достигло своего пика, в ходе операции "Юг" из МССР было выслано около 40 тысяч человек, крестьянские хозяйства были принудительно объединены в колхозы, промышленная продукция изымалась, а новые члены колхоза были вынуждены отрабатывать "барщину 20 века" - трудодни. Для улучшения ситуации с сельским хозяйством, в Молдову стали завозить тягловый скот и сельскохозяйственный инвентарь и семена из других республик. Большой вклад в восстановление хозяйства в Молдове внёс Леонид Ильич Брежнев, находившийся с 1950 по 1952 год на посту первого секретаря ЦК Коммунистической партии Молдавии.  Во время своего правления, Никита Сергеевич Хрущёв начал агитационную кампанию по насаждению кукурузы по всему Советскому Союзу, молдоване встретили эту кампанию положительно, ведь кукуруза плотно вошла в рацион крестьян ещё в 17-18 веках. Настоящий бум случился
В 1987 году в республике насчитывалось 489 совхозов и 372 колхоза. Сельскохозяйственные угодья составляли 2,6 млн га, из них пашня — 1,8 млн га. Площадь виноградных насаждений 205 тыс. га, плодово-ягодных 208 тыс. га. Посевные площади зерновых культур (пшеница, кукуруза, ячмень) 707 тыс. га (1986 год), валовой сбор зерна 2044 тыс. т.
Важнейшие отрасли сельского хозяйства — виноградарство и плодоводство. Валовой сбор винограда — 1222 тыс. т в 1986 году, плодов и ягод — 1202 тыс. т. Выращивали технические (подсолнечник, сахарная свёкла, табак, эфирно-масличные) культуры.
Овощеводство.
Животноводство, главным образом молочно-мясного направления. Поголовье (на 1987 год, в млн голов): крупный рогатый скот — 1,2 (в том числе коров — 0,4), свиней — 1,9, овец и коз — 1,2.

### Транспорт
Основные виды транспорта — железнодорожный и автомобильный. Эксплуатационная длина (на 1986 год):
- железных дорог — 1,15 тыс. км,
- автодорог — 10,1 тыс. км (в том числе с твёрдым покрытием — 9,4 тыс. км).

Судоходство по Днестру и Пруту.